# Drosophila magnipectinata
Drosophila magnipectinata är en tvåvingeart som beskrevs av Toyohi Okada 1956. Drosophila magnipectinata ingår i släktet Drosophila och familjen daggflugor.
Artens utbredningsområde är Japan och Koreahalvön.